# Dorfkirche Wernikow

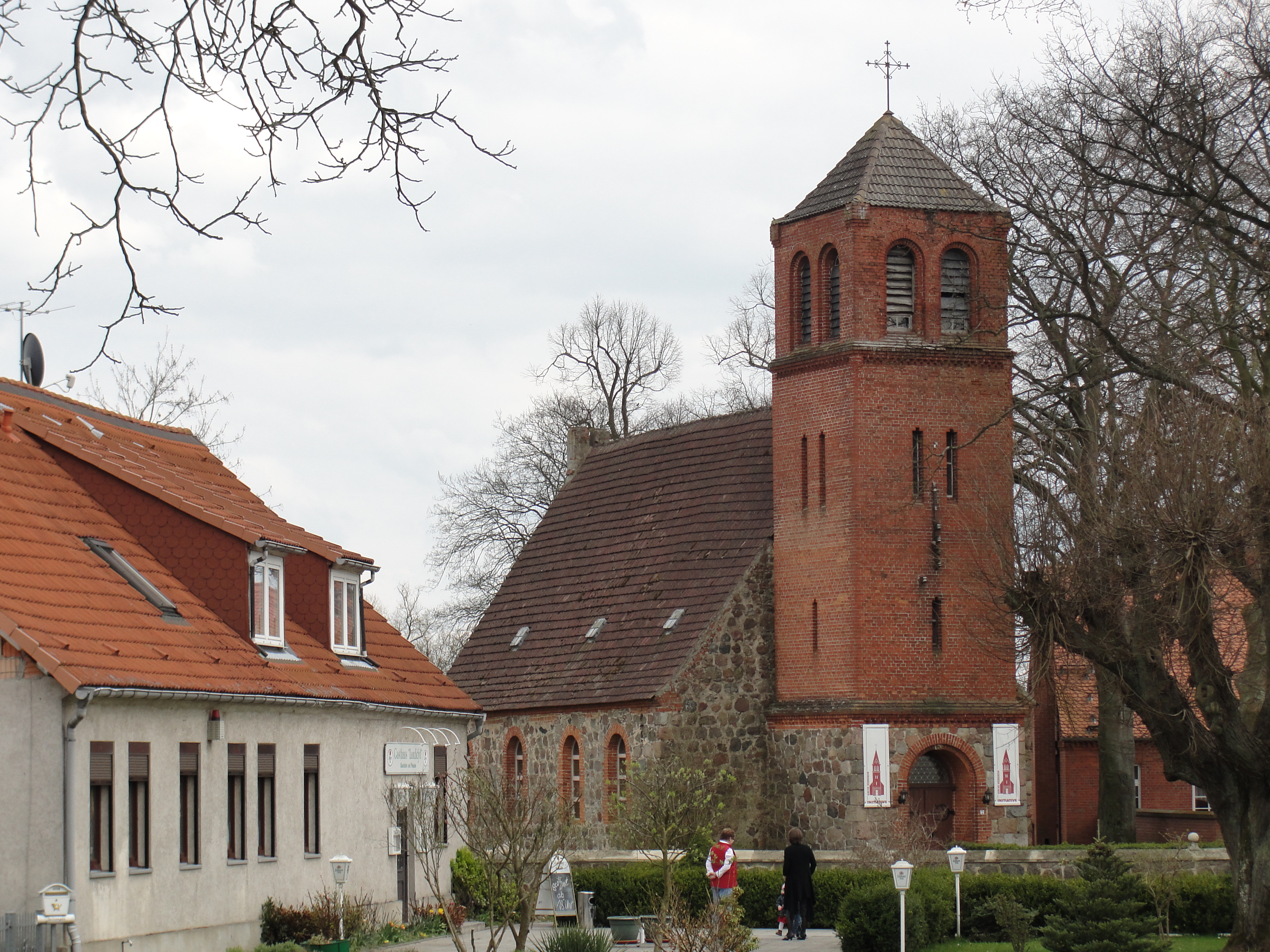
Dorfkirche Wernikow

Die evangelische Dorfkirche Wernikow ist eine Feldsteinkirche aus der Zeit um 1243 in Wernikow, einem Ortsteil der Gemeinde Heiligengrabe im Landkreis Ostprignitz-Ruppin im Land Brandenburg. Die Kirchengemeinde gehört zur Gesamtkirchengemeinde Wittstock im Kirchenkreis Wittstock-Ruppin der Evangelischen Kirche Berlin-Brandenburg-schlesische Oberlausitz.

## Lage
Die Dorfstraße führt von Nordwesten kommend in südöstlicher Richtung durch den Ort. Im historischen Zentrum steht die Kirche nördlich dieser Straße auf einem Grundstück, das mit einer Mauer aus unbehauenen und nicht lagig geschichteten Feldsteinen eingefriedet ist.

## Geschichte
Das Brandenburgische Landesamt für Denkmalpflege und Archäologische Landesmuseum (BLDAM) gibt an, dass der Bau um 1243 errichtet wurde. Die Gemeinde Heiligengrabe grenzt den Zeitraum ein und beschreibt, dass der Sakralbau in den Jahren 1245 bis 1253 entstand. Sie gehört damit zu den ersten massiven ländlichen Bauten im ehemaligen Bistum Havelberg. 1377 erhielt die Apsis ein neues Dach. Im frühen 15. Jahrhundert wurde das Bauwerk mehrfach beschädigt und anschließend wieder repariert, so auch durch Raubritter im Jahr 1419. Die Gemeinde Heiligengrabe geht von insgesamt sechs bedeutenden Bauphasen aus. Dendrochronologische Untersuchungen des Dachwerks ergaben, dass die Eichen und Kiefern im Jahr 1522 geschlagen wurden. Um 1600 erhielt die Kirche eine neue Kanzel, die ausweislich einer Inschrift bereits 1608 repariert werden musste. Handwerker bauten weiterhin ein neues Gestühl ein, malten den Innenraum neu aus und bauten einen neuen Fußboden ein. Im 17. Jahrhundert bauten Handwerker in den nördlichen Fenstern vier Kabinettscheiben ein. 1746 errichteten Handwerker einen hölzernen Kirchturm, der am 13. Mai 1848 abbrannte und erst 1890 aus Mauerstein wiederaufgebaut wurde. 1823 vergrößerten Handwerker die Fenster am Langhaus. 1902 schaffte die Kirchengemeinde eine Orgel an. Im Ersten Weltkrieg musste die Kirchengemeinde die größere der beiden Glocken im Zuge einer Metallspende des deutschen Volkes abgeben. Aus Ausgleich erhielt sie 1921 zwei neue Glocken. In den 1970er Jahren war das Dach des Kirchturms marode geworden und musste durch ein Notdach ersetzt werden. 1979 sicherten Handwerker notdürftig das Dach des Kirchenschiffs durch Betondachsteine. 2009 gründete sich eine Initiativgruppe des Wernikower Heimatvereins, das sich seit dieser Zeit um das Bauwerk kümmert. Sie führten 2011 zu umfangreichen Sanierungsmaßnahmen, bei denen ein Weihesiegel aus dem 13. Jahrhundert gefunden wurde. Der Denkmalpfleger und Bauhistoriker Gordon Thalmann bezeichnet dies als einen „der spektakulärsten Funde der neueren nordostdeutschen Kirchen- und Landesforschung.“ 2018 wurde das Fundament trockengelegt; das Außengelände soll im Frühjahr 2019 neugestaltet werden.

## Baubeschreibung
Das Bauwerk wurde im Wesentlichen aus Feldsteinen errichtet. Diese sind in der halbrunden Apsis nicht behauen und nicht vergleichsweise wenig lagig geschichtet. Dort sind drei kleine Fenster.
Daran schließt sich nach Westen das Kirchenschiff an. Es hat einen rechteckigen Grundriss. Hier wurden die Steine vergleichsweise sorgfältig behauen und weitgehend lagig geschichtet. Laut Dehio-Handbuch ist es daher denkbar, dass die Apsis erst zu einem späteren Zeitpunkt angebaut wurde. An der Nordseite sind vier große, segmentbogenförmige Fenster. Sie wurden zu einem späteren Zeitpunkt „barock“ – vermutlich Ende des 19. Jahrhunderts – vergrößert. Die Südseite ist annähernd identisch aufgebaut. Allerdings ist mittig ein spitzbogenförmiges, gestuftes Portal, das aus der Bauzeit stammen dürfte. An der Ostwand ist seitlich der Apsis je ein mit rötlichen Mauersteinen zugesetztes Lanzettfenster erkennbar, das ebenfalls noch ursprünglich sein dürfte. Das Schiff trägt ein schlichtes Satteldach, das am östlichen Giebel mit Fialen verziert ist. Die westliche Wand des Schiffs ist fensterlos.
Der Westturm von 1890 hat einen quadratischen Grundriss und ist gegenüber dem Schiff stark eingezogen. Das untere Geschoss wurde aus Feldsteinen errichtet. Darin haben die Handwerker im Westen eine mit rötlichem Mauerstein profilierte, segmentbogenförmige Pforte eingebaut. Oberhalb eines umlaufenden Gesimses verwendeten sie jedoch rötliche Mauersteine. Im mittleren Geschoss sind im unteren Bereich an jeder zugänglichen Seite je eine schmale und hochrechteckige Öffnung. Sie werden durch je zwei schmale Fenster in dem darüberliegenden Abschnitt ergänzt. Das Glockengeschoss ist durch einen Fries optisch vom übrigen Baukörper getrennt. An jeder Seite sind zwei segmentbogenförmige Klangarkaden. Darauf ist ein Pyramidendach, das mit einem Kreuz abschließt.

## Ausstattung
Das Altarretabel wird in seinem Aufbau im Dehio-Handbuch als „gedrungen“ bezeichnet. Es stammt aus dem Jahr 1722 und ist dreigeschossig ausgeführt. In der Predella ist das Abendmahl Jesu sowie im Altarblatt die Kreuzigung Christi abgebildet. Das Werk schuf der Havelberger Maler Chr. L. Schlichting. Seitlich sind mit Knorpelwerk und vegetabilen Motiven verzierte Wangen angebracht; dazwischen korinthische Säulen. Die hölzerne Kanzel im Stil der Renaissance besteht aus einem polygonalen Kanzelkorb und entstand vermutlich Anfang des 17. Jahrhunderts. Sie ruht auf einem neuzeitlichen Fuß. Die hölzerne Fünte ist stark beschädigt und wurde von der Kirchengemeinde durch eine schlichte Fünte aus Stein ersetzt.
Bei Restaurierungsarbeiten an der Mensa wurde ein Deckstein gelöst. Dahinter befanden sich mehrere Reliquien, deren Echtheit durch wissenschaftliche Untersuchungen bestätigt wurden. Das herausragendste Stück ist ein 6,05 cm × 7,4 cm großes Siegel. Es zeigt einen Bischof mit Mitra und Ornat, der in seiner rechten Hand einen Krummstab und in seiner linken Hand ein aufgeschlagenes Evangelistar hält. Um den Bischof ist in lateinischer Sprache zu lesen: „+ (H)EINR(ICV)S (DEI) (G)RACIA (HAVE)LBERGENSIS ECCLEE+ C“ („Heinrich durch die Gnade Gottes Stellvertreter Christi auf Erden der Havelberger Kirche“). Experten vermuten, dass es sich dabei um Heinrich I. von Kerkow handelt der von 1244 bis 1245 und von 1271 und 1272 das Pontifikat innehielt. Das Siegel gehörte vermutlich zu einer Weiheurkunde, die nicht mehr erhalten ist.
Weiterhin konnte ein zylindrisches Gefäß mit einer Höhe von 8,35 cm sichergestellt werden. Es wurde aus Havelberger Eschenholz gefertigt und konnte mit Hilfe einer dendrochronologischen Untersuchung auf das Jahr nach 1213 datiert werden. Darin befanden sich leinenartige Seidenstoffe sowie drei Knochensplitter. Einer dieser Knochen stellte sich als menschlicher Hüftknochen heraus. Die Stoffe wurden ebenfalls im Labor untersucht. Ein zersetztes Wolltuch konnte auf die Zeit zwischen 1225 und 1264 datiert werden; ein Stück Seide auf die Zeit zwischen 1161 und 1210. Experten vermuten, dass die Stoffe aus dem vorderasiatischen Raum stammen und als Import über Italien nach Wernikow gelangten.
Zu den gefundenen Stücken gehört weiterhin ein Pergament, auf dem geschrieben stand: „Ich, P.loci Eberhard Frost, habe (h)eute bei der Suche nach der Kronik u(ns)eres Dor(fes) (di)es(em) Altar gedj(.)n(.). Reliquie und Siegel aus alter (Zeit) (g)efunden (un)d (w)ieder in (gl)eich(er) Weise zu(rück)gelegt. Un(ser) (Land) (ist) geteilt (……)ein (…..)isse(.)! Gott gebe uns (E)inheit! Der S(tein) (…)den d(..) T(r)ennun(g) und die Mün(z)en aus beiden Teilen unseres (Lande)s sind von mir dazugelegt.Jesus siegt! Eberhard Frost 20. März 1969.“ Daraus wurde deutlich, dass der damalige Pfarrer die Reliquie geöffnet, aber offenbar niemandem davon berichtet hatte. Er fügte jedoch zwei Münzen aus der Zeit der Deutschen Teilung hinzu. Frost fügte weiterhin einen zerbrochenen, eiförmigen Stein als Symbol der Teilung hinzu.
Zur weiteren Kirchenausstattung gehören vier Kabinettscheiben, die auf das Jahr 1693 datiert und in der nördlichen Wand des Langhauses verbaut sind. Das Bauwerk trägt im Innern eine Holzbalkendecke. Auf dem westlichen Teil der Hufeisenempore steht eine Orgel, die der Orgelbauer Albert Hollenbach aus Neuruppin im Jahr 1902 errichtete. Das Instrument hat ein Manual und fünf Register und ist im Jahr 2019 nicht spielbar.
An der äußeren Nordwand erinnert ein Epitaph an den Pfarrer Plümicke, der in der ersten Hälfte des 18. Jahrhunderts verstarb. Das Tor aus Granit vor dem Eingang der Kirche wurde im Jahr 1932 zum Denkmal an die Opfer des Ersten Weltkrieges umfunktioniert.